# Perejasliwka
Perejasliwka (ukr. Переяслівка) – wieś na Ukrainie, w obwodzie czernihowskim, w rejonie niżyńskim, w hromadzie Niżyn. W 2001 liczyła 480 mieszkańców.